# Эберт, Адольф
Георг Карл Вильгельм Адольф Эберт (нем. Georg Karl Wilhelm Adolf Ebert; 1820—1890) — немецкий филолог-романист, историк литературы. Педагог, профессор, доктор философии.

## Биография
В 1840—1844 изучал историю, философию, романскую филологию в университетах Марбурга, Лейпцига, Гёттингена и Берлина.
Позже с 1863 — известный преподаватель, профессор Марбургского и Лейпцигского университетов.
Был членом Саксонской академии наук в Лейпциге.
Адольф Эберт — один из наиболее выдающихся германо-романских филологов, занимался, главным образом, изучением романских литератур в их отношениях к германской и латинской литературам средних веков, чтобы таким образом уяснить организм всей духовной жизни средневековья.

## Избранные труды
- «Quellenforschungen aus der Geschichte Spaniens» (Кассель, 1849);
- «Handbuch der italienischen Nationalliteratur» (Марбург, 1854);
- «Entwicklungsgeschichte der französischen Tragödie vornehmlich im 16. Jahrhundert» (Гота, 1856);
- «Die englischen Mysterien» и «Die ältesten italienischen Mysterien» (Лейпциг, 1874—1887);
- «Allgemeine Geschichte der Litteratur des Mittelalters im Abendland» (Лейпциг, 1874—1880);
- «Tertullians Verhä ltniss zu Minucius Felix» (ib., 1868).
- «Jahrbuch für romanische und englische Literatur».